# Automeris boucardi
Automeris boucardi är en fjärilsart som beskrevs av Druce 1886. Automeris boucardi ingår i släktet Automeris och familjen påfågelsspinnare. Inga underarter finns listade i Catalogue of Life.